# Horst
Pour les articles homonymes, voir Horst (homonymie).

Bloc-diagramme montrant des failles normales qui se regroupent en une succession horst/graben (les flèches rouges indiquent la direction de l'extension).

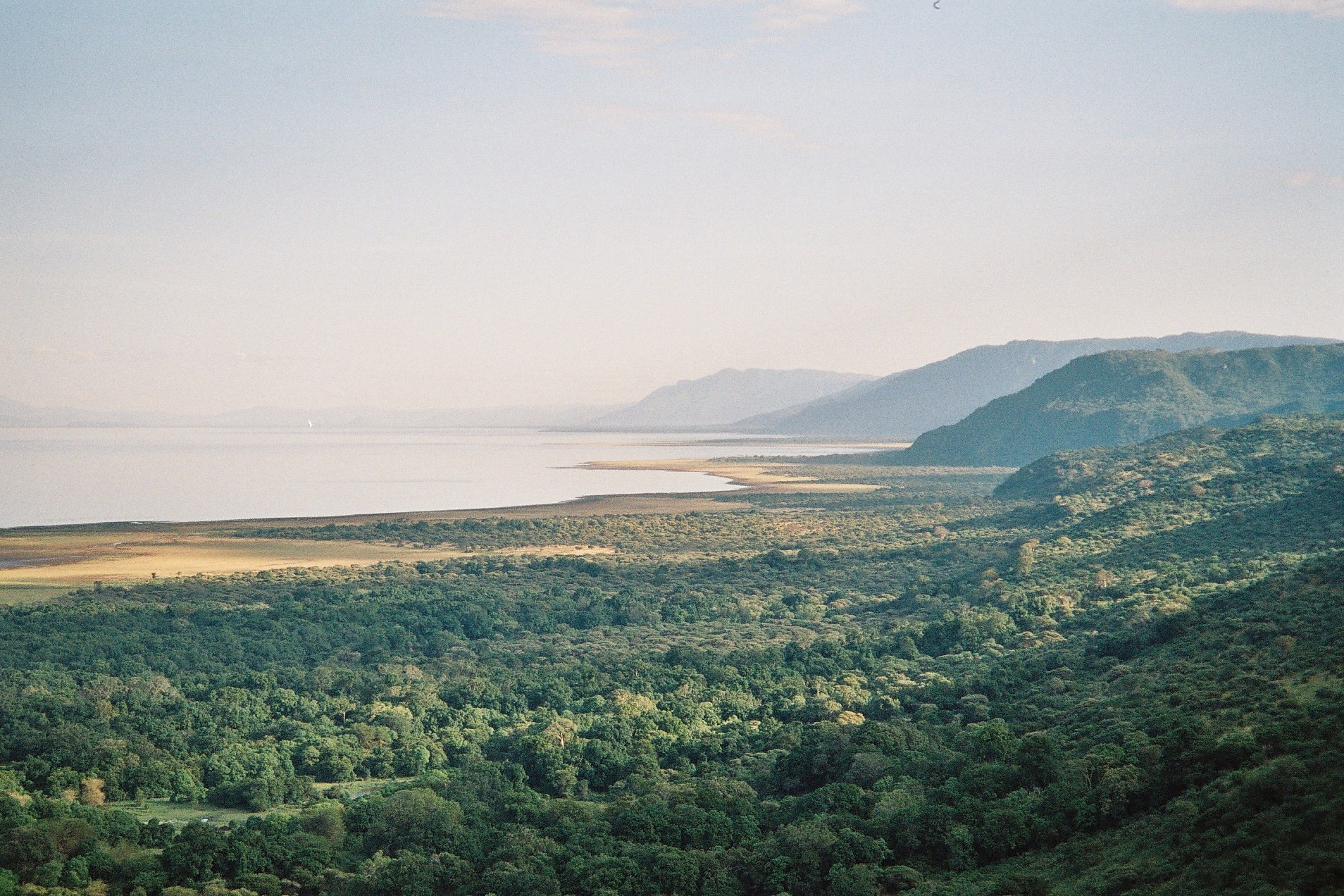
Horst (droite) et graben (gauche) du lac Manyara en Tanzanie.

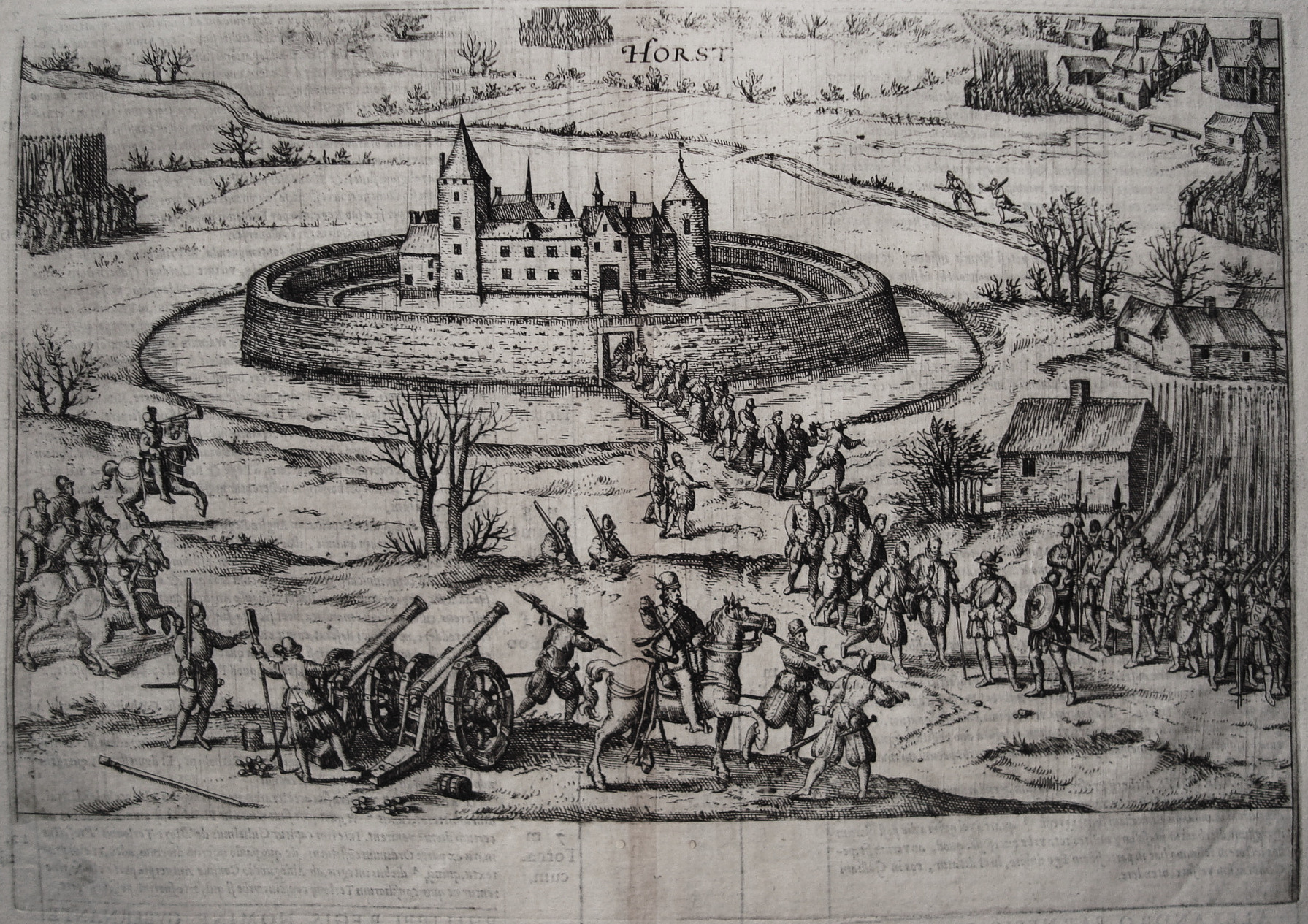
Le siège du château de Horst, gravure au burin de Frans Hogenberg (1590). Cette ancienne représentation du château montre bien la protection supplémentaire formée par le cadre naturel.

En géologie, géomorphologie et géographie physique, un horst est un compartiment soulevé. Ce soulèvement résulte de la combinaison de failles normales conjuguées. Un horst est bordé par son contraire géologique, c'est-à-dire des grabens, des fossés effondrés.

## Étymologie
Le mot Horst en allemand signifie « monticule ».

## Formation
Le horst résulte d'une extension de la croûte terrestre : le bloc soulevé appartient à la portion de croûte terrestre qui est restée stationnaire ou s'est soulevée tandis que, de chaque côté, les compartiments voisins s'abaissaient.

## Système pétrolier
Le soulèvement d'un horst comme l'abaissement d'un graben peuvent entraîner la formation de pièges structuraux : cela signifie que les hydrocarbures se sont retrouvés piégés par le déplacement de couches imperméables (comme l'argile) le long d'une faille. Cette situation est observable au niveau du horst de Zelten qui jouxte le bassin de Syrte, en Libye, découvert par la compagnie pétrolière Esso, en avril 1959.

## Exemples
En France : 
- Les monts du Forez sont un horst qui sépare l'Allier (qui coule dans le graben de la Limagne) de la Loire (qui coule dans la plaine du Forez, autre graben).
- Le seuil du Poitou, entre le Massif central et le Massif armoricain, montre trois horsts d'axe principalement NO-SE au droit desquels tout ou partie des sédiments jurassiques ont été érodés. Du nord au sud il s'agit des horsts de Ligugé, Champagné-St-Hilaire et Montalembert.

En Europe, le massif des Vosges et celui de la Forêt-Noire sont deux horsts, séparés par le fossé du Rhin.
Au Proche-Orient, le plateau jordanien est un horst ; la dépression de la mer Morte qui le borde est son graben. À l'ouest de ce dernier relief, Massada est également un horst.
En Afrique, les plateaux d'Éthiopie sont un horst qui encadrent la vallée du Grand Rift.